# Patrice Gueniffey

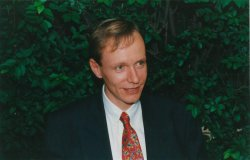
Patrice Gueniffey

Patrice Gueniffey (* 20. März 1955) ist ein französischer Historiker. Er war Studienleiter an der EHESS.
Gueniffey promovierte 1989 bei François Furet und wurde Studienleiter am Centre de recherches politiques Raymond Aron, das er 2006 bis 2008 leitete. Er gilt als hervorragender Kenner der französischen Revolutions- und Empiregeschichte und hat 2013 den ersten Band einer äußerst detailreichen Biografie Napoleons I. mit einigen neuen Akzenten (auf über 1000 Seiten) geschrieben. Gueniffey hat eine Neuedition der Korrespondenz Napoleons mit herausgegeben. Das Editionsprojekt hat der internationalen Napoleon-Forschung neue Impulse gegeben.
Gueniffey erhielt für die Biografie 2014 den Grand Prix Gobert.

## Schriften
- Le nombre et la raison. La Révolution française et les élections, Paris 1993 ISBN 2-7132-1007-0
- La politique de la Terreur. Essai sur la violence révolutionnaire, 1789–1794, Fayard 2000, ISBN 2-213-60575-0
- Le Dix-huit brumaire (9 novembre 1799). L’épilogue de la Révolution française, Paris, Gallimard 2008 ISBN 9782072113970
- Histoire de la Révolution et de l’Empire, Paris 2013 ISBN 978-2262043681
- Napoléon et de Gaulle. Deux héros français, Paris 2017 ISBN 9782262064860
- mit François-Guillaume Lorrain: Les grandes décisions de l’histoire de France, Perrin 2018 ISBN 978-2262076306
- Bonaparte: 1769–1802, Suhrkamp, Frankfurt am Main 2017 ISBN 978-3-518425978 (französisch 2013)

| Personendaten    | Personendaten            |
| ---------------- | ------------------------ |
| NAME             | Gueniffey, Patrice       |
| KURZBESCHREIBUNG | französischer Historiker |
| GEBURTSDATUM     | 20. März 1955            |